# Бучацьке лісництво (Бучацький лісгосп)
Бучацьке лісництво» — територіально-виробнича одиниця ДП «Бучацьке лісове господарство» Тернопільського обласного управління лісового та мисливського господарства, підприємство з вирощування лісу, декоративного садивного матеріалу.

## Відомості
Площа лісових насаджень — 3260,0 га, в т. ч. в Бучацькому районі — 2665,0 га, в Теребовлянському — 595,0.

## Об'єкти природно-заповідного фонду
На території господарства знаходиться ? об'єктів природно-заповідного фонду: